# Treuen
Treuen é um município da Alemanha, situado no distrito de Vogtlandkreis, no estado da Saxônia. Tem 43,74 km² de área, e sua população em 2019 foi estimada em 7.784 habitantes.